# اگدنس بورگ (نیویورک)
اگدنس بورگ (به انگلیسی: Ogdensburg) شهری در شهرستان سنت لورنس ایالت نیویورک است که در سرشماری سال ۲۰۱۰ میلادی، ۱۱۳۴۶ نفر جمعیت داشته است. اگدنس بورگ، به‌طور رسمی در تاریخ ۱۸۶۸ میلادی به‌عنوان یک شهر شناخته شد.